# The Essential Collection (Duran Duran-album)
A The Essential Collection a brit Duran Duran 2000-ben kiadott válogatásalbuma. 2007-ben újra megjelentették és az első két album, a Duran Duran (1981) és a Rio (1982) anyagaiból dolgozik.

## Számlista
1. "Girls on Film" – 3:28
2. "Planet Earth" – 3:56
3. "Fame" – 3:19
4. "Careless Memories" – 3:53
5. "Anyone Out There" – 4:01
6. "Sound of Thunder" – 4:05
7. "Is There Something I Should Know?" – 4:10
8. "Like an Angel" – 4:46
9. "Hold Back the Rain" – 3:48
10. "Save a Prayer" (US Single Version) – 3:46
11. "My Own Way" – 4:50
12. "Rio" (US Edit) – 4:45
13. "New Religion" – 4:00
14. "The Chauffeur" – 5:12
15. "Hungry Like the Wolf" (Single Version) – 3:24
16. "Lonely in Your Nightmare" – 3:48
17. "Last Chance on the Stairway" – 4:19
18. "Make Me Smile (Come Up and See Me)" (Live) – 4:55

## Előadók
Az Allmusic adatai alapján.
- Simon Le Bon - ének
- John Taylor - basszusgitár, háttérének
- Nick Rhodes - billentyűk, szintetizátor, háttérének
- Roger Taylor - dobok
- Andy Taylor - gitár

## Kiadások
A Discogs adatai alapján.
| Régió                                                 | Év   | Formátum | Kiadó       |
| ----------------------------------------------------- | ---- | -------- | ----------- |
| Egyesült Királyság                                    | 1999 | CD       | EMI         |
| Egyesült Királyság, Kanada, Ausztrálázsia, Dél-Afrika | 2007 | CD       | EMI         |
| Japán                                                 | 2010 | CD       | Ivy Records |